# Wehr (Bade-Wurtemberg)
Pour les articles homonymes, voir Wehr.
Wehr est une ville allemande située dans le Bade-Wurtemberg, dans l'arrondissement de Waldshut. L'église de Wehr dépendait de l'Evêché de Bâle. Ainsi le Couvent du Kligental a été déplacé au Petit-Bâle. Mais en 1480 déjà 23 des 42 nonnes retournent à Wehr. Avec la réforme le Kloster Klingental à Bâle est fermé en 1529 et celui de Wehr en 1559.

## Personnalités liées à la ville
- Karl Käser (1874-1904), coureur cycliste né à Wehr.

## Jumelage
- Bandol (France) depuis 1967
- Nettuno (Italie) depuis 2007
- Onex (Suisse) depuis 2007

|  |  |